# Little Richard Live! 20 Super Hits
Little Richard Live! 20 Super Hits — концертный альбом американского певца Литла Ричарда, вышедший в 1976 году.

## Об альбоме
После записи этого концертного альбома в классическом рок-н-ролльном стиле 1950-х годов Литл Ричард отошёл от рок-музыки на десять лет, решив вернуться к проповеднической деятельности. Следующий альбом в жанре рока Ричард запишет лишь в 1986 году.

## Список композиций
1. The Girl Can’t Help It
2. Rip It Up
3. Send Me Some Lovin’
4. Bama Lama Bama Loo
5. She’s Got It
6. Can’t Believe You Wanna Leave
7. Long Tall Sally
8. Jenny, Jenny
9. Good Golly, Miss Molly
10. Lucille
11. Keep A-Knockin’
12. All Around the World
13. True Fine Mama
14. Ready Teddy
15. By the Light of the Silvery Moon
16. Slippin' and Slidin’
17. Baby Face
18. Ooh! My Soul
19. Miss Ann